# Muara Dua (Semidang Alas)
Muara Dua is een bestuurslaag in het regentschap Seluma van de provincie Bengkulu, Indonesië. Muara Dua telt 267 inwoners (volkstelling 2010).